# آنتی‌بیوتیک یاش
آنتی‌بیوتیک یاش (به رومانیایی: Antibiotice Iași) شرکت داروسازی رومانیایی است، که دفتر مرکزی آن در شهر یاش، رومانی قرار دارد.
این شرکت سومین شرکت بزرگ داروسازی در کشور رومانی است، همچنین بزرگترین تولید کننده نیستاتین در جهان می‌باشد. مالک اصلی شرکت آنتی‌بیوتیک یاش؛ دولت رومانی است.